# Puch M 125

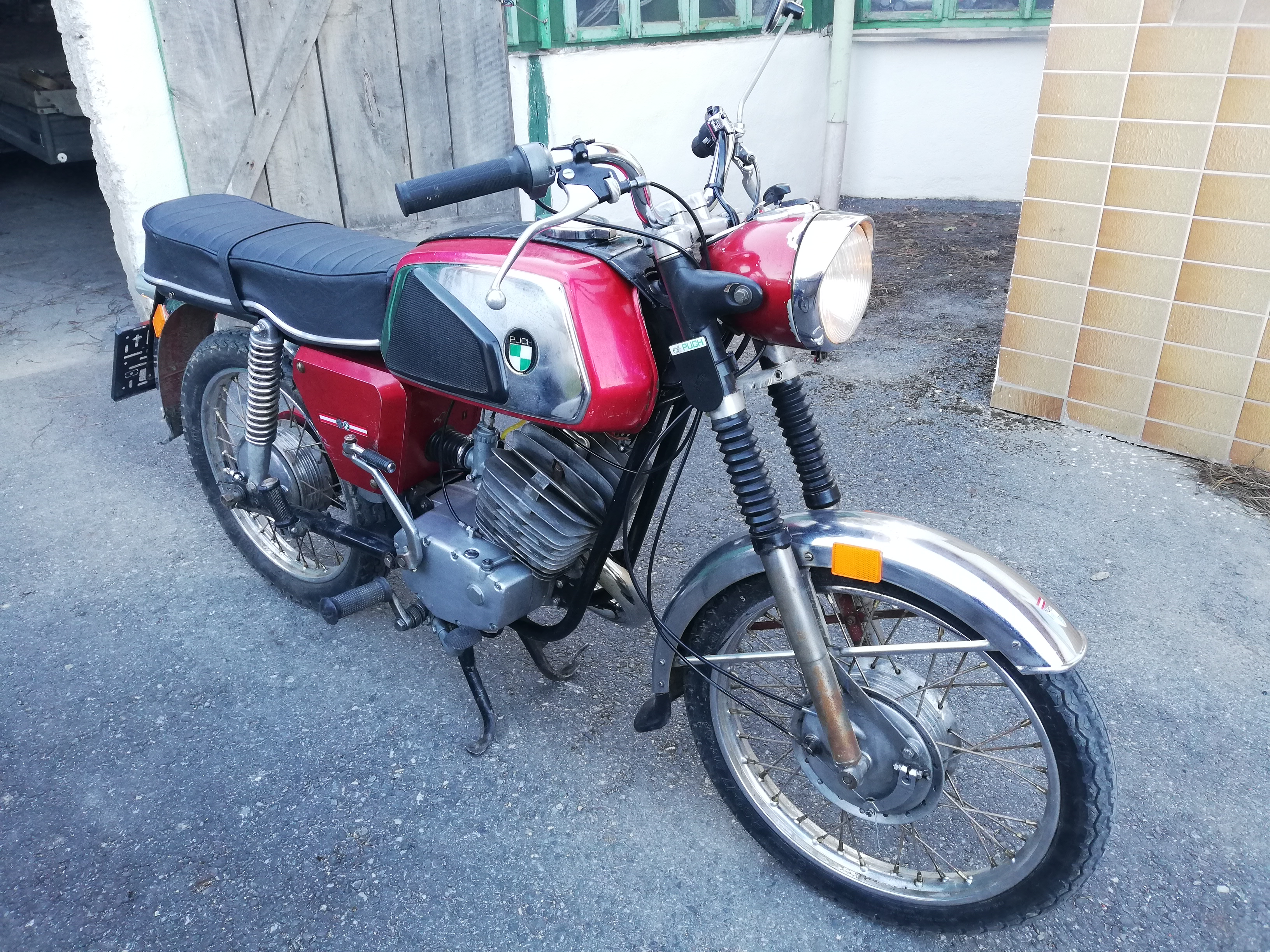
Puch M 125 Bj. 1970 mit Patina

Die Puch M 125 (auch Sears SR 125) ist ein Motorradmodell der ehemaligen österreichischen Steyr Daimler Puch AG. Sie gilt als Nachfolger der Puch 125 SV/SVS und war das letzte Motorradmodell des Unternehmens, das für den reinen Straßeneinsatz konzipiert wurde. Sowohl ihr Einkolbenmotor, als auch ihr Stahlrohrrahmen markierten damals eine Trendwende bei Puch, in der man sich vom Doppelkolbenmotor und Schalenrahmen abwandte. Im Zeitraum von 1966 bis 1971 wurden insgesamt 10.796 Stück der M 125 gebaut.

## Geschichte
Die 1960er Jahre waren für die Steyr Daimler Puch AG geprägt von den kommerziellen Erfolgen der Modelle Steyr-Puch 500 und 600 sowie Steyr-Puch Haflinger. Im Motorrad-Segment hingegen waren die Absatzzahlen stark rückläufig. PKWs wurden in jener Zeit für die breite Bevölkerung leistbar und japanische Motorrad-Hersteller drangen zunehmend auf den europäischen Markt. Fachkreise prognostizierten deshalb Mitte der 1960er Jahre ein Ende der Motorradproduktion bei der Steyr Daimler Puch AG.
Als am 30. August 1966 der Puch-Werksfahrer Johann Sommerauer bei der 41. Internationalen Sechstagefahrt in Villingsberg (Schweden) mit einem neuartigen 125-Kubikzentimeter-Motorrad an den Start ging, nahm die Geschichte vorerst eine Wendung. Sommerauer trennte im Endergebnis lediglich ein Punkt vom Bestplatzierten F. Dall'Ara (Italien) in der 125-Kubikzentimeter-Klasse. Selbst Medienvertreter, die dem Motorrad zu Beginn des Rennens kaum Beachtung geschenkt hatten, fanden in der finalen Berichterstattung durchwegs positive Worte. So schrieb die Motorrad-Zeitschrift „Das Motorrad“ beispielsweise: „Von dieser Maschine bzw. ihrem hervorragend gelungenen Motor wird noch in einem der nächsten Hefte besonders zu berichten sein; waren schon die Fünfziger ein hoffnungsvolles Zeichen für den Wiederbeginn des Motorradbaus […] im Hause Puch, so ist es der neue 125er erst recht.“
Kurze Zeit später, am 24. September 1966 feierte die M 125 bei der Internationalen Fahrrad- und Motorradausstellung (IFMA) in Köln ihre offizielle Weltpremiere. Das vorgestellte Motorrad hatte große Ähnlichkeiten mit dem Wettbewerbsmodell aus Sommerauers Sechstagefahrt. Es handelte sich dabei um die Export-Variante mit der Typenbezeichnung Sears SR 125, für die US-amerikanische Handelskette Sears, Roebuck and Co.
Anfang 1967 lief auch die Produktion der österreichischen Variante an. Der damalige Listenpreis betrug DM 1.815,-. Gegenüber der Motorrad-Zeitschrift „Das Motorrad“ gab Puch an, im Jahr 1967 insgesamt 20.000 Motorräder absetzen zu wollen. Bis Jahresende 1967 wurden insgesamt 5.172 Exemplare der M 125 ins In- und Ausland verkauft. Gemeinsam mit den Absatzzahlen aller anderen Puch-Motorrad- und Motorroller-Modelle kam man auf nicht mal 10.000 verkaufte Exemplare, was weit hinter der erwarteten Stückzahl lag.
Im Jahr 1970 wurde die zweite Generation der M 125 zu einem Listenpreis von DM 1.835,- auf den Markt gebracht. Im Vergleich zur ersten Generation erhielt die zweite Generation ein Facelift, sowie technische Verbesserungen. Der 9,5 Liter fassende Kraftstofftank wurde dabei gegen einen 13-Liter-Tank mit verchromten Seitenblechen ersetzt. Im Zuge dessen wurde auch die Sitzbank mit glattem Sitzbezug durch eine bequemere mit gestepptem Sitzbezug ausgetauscht. Die einzige bisherige Farbkombination wurde von zwei neuen Farbkombinationen abgelöst.
Neben den Änderungen im Zuge des Facelifts im Jahr 1970, erhielt die M 125 auch während der laufenden Serienproduktion zwischen 1966 und 1971 immer wieder technische Verbesserungen. So wurde beispielsweise die Kraftübertragung des Kickstarters mittels Kette durch Zahnräder ersetzt, der Zylinderkopf mit Antischwirrstegen ausgestattet und die Vergaser-Konfiguration optimiert.
Im Jahr 1971, nur ein Jahr nach dem Erscheinen der zweiten Generation, wurde wegen nur 477 verkauften Exemplaren die Produktion der M 125 eingestellt.

## Motor
Seit dem Jahr 1923 baute Puch Zweitakt-Doppelkolbenmotoren mit zwei direkt nebeneinander liegenden Zylindern mit Gleichstromspülung.  Die M 125 war jenes Modell, bei dem sich Puch vom Doppelkolbenmotor abwandte und zukünftig auf Einkolben-Einzylinder-Motoren mit Umkehrspülung setzte. Die Hauptgründe für die Abkehr vom bewährten, technisch ausgereiften Doppelkolbenmotor waren der höhere Bauaufwand und die bauart-bedingt mangelnde Kühlung der Zwischenwand der beiden Zylinderbohrungen. Als im Jahr 1966 Johann Krammer die Leitung der Sportgruppe bei Puch übernahm, wurde die Motorenentwicklung zur Gänze auf die Einzylinder-Einkolben-Technologie umgestellt. Dieser Sportgruppe gelang es, binnen weniger Monate einen Einzylinder-Einkolben-Motor mit 125 Kubikzentimeter zu entwickeln. Es war jener Motor, der auch in Sommerauers Vorserienmodell der Sechstagesfahrt verbaut war und mit geringen Modifikationen auch seinen Einsatz in der M 125 fand. Aufgrund seines kurzen Kolbenhubes, seines nadelgelagerten Pleuels und seines hartverchromten Leichtmetallzylinders war der Motor in dessen Erscheinungsjahr 1966 am neuesten Stand der Technik. Das verbaute Viergang-Getriebe galt hingegen schon ab 1970 als veraltet, da Konkurrenz-Modelle wie beispielsweise Honda CB 125 K und Moto Guzzi Stornello 125 ab diesem Jahr Fünfgang-Getriebe besaßen.

## Fahrgestell
Neben der Abkehr vom Doppelkolben, war die Abkehr vom bewährten Pressstahlrahmen (auch Schalenrahmen genannt) die zweite grundlegende Neuerung der M 125. Pressstahlrahmen gelten im Vergleich zu anderen Rahmenarten als sehr zeit- und kosteneffizient in der Fertigung. Die von Puch eingesetzte Bauform des Pressstahlrahmens war jedoch aufgrund der Integration von Batteriekasten, Werkzeugbehälter und Hinterrad-Kotflügel deutlich schwerer als vergleichbare Konstruktionen mit Stahlrohrrahmen. So besitzt das Vorgängermodell mit Pressstahlrahmen, die Puch 125 SV, ein Gewicht von etwa 118 kg, während die M 125 lediglich 95 kg wiegt. Diese Gewichtsreduktion resultierte nicht nur aus dem leichteren Stahlrohrrahmen, sondern auch aus dem vermehrten Einsatz von Bauteilen aus Leichtmetall. So bestehen beispielsweise der Zylinder, sowie die vorderen und hinteren Vollnabenbremsen, aus Leichtmetall.

## Baureihen
Folgende Baureihen werden im letztgültigen Ersatzteilekatalog vom Mai 1970 angegeben:
1. Europa allgemein ohne Blinkerleuchten
2. Deutschland
3. Schweiz
4. Südafrika (Fa. Autolec Ltd.)
5. Frankreich (Fa. Ganier & Fils)
6. Norwegen (mit gedrosseltem 6,6-PS-Motor, Fa. Maskinhuset)
7. England
8. England De Luxe
9. Norwegen (mit ungedrosseltem 12-PS-Motor)
10. Österreichische Post (mit gedrosseltem 6,6-PS-Motor)
11. Europa allgemein mit Blinkerleuchten
12. Loser Motor / Motor als eigenständige Baugruppe (Fa. Disbimoto - Portugal)

### Puch M 125 De Luxe
Als “De Luxe”-Variante werden umgangssprachlich all jene M 125 Baureihen bezeichnet, bei denen ein 13-Liter-Tank mit verchromten Seitenblechen und eine Blinkeranlage verbaut sind. Jedoch wird laut Puch Ersatzteilkatalog lediglich die Baureihe Nr. 8 offiziell als “De Luxe” bezeichnet, die wahlweise mit- oder ohne Blinkeranlage bestellt werden konnte. Die Bezeichnung “De Luxe” hat sich fälschlicherweise auch für Fahrzeuge der Baureihen Nr. 2, 5 und 11 durchgesetzt.

### Puch M 125 Post
Für die Österreichische Post- und Telegraphenverwaltung (später die Österreichische Post AG) wurde eine Spezialversion mit einem auf 6,6 PS gedrosselten Motor, Einzelsitzbank, großen Gepackträger und Bing 2/22/35-Vergaser in gelb-schwarzer Lackierung gebaut.

### Puch M 125 Sport
In den offiziellen Puch-Typennummer-Tabellen ist eine Baureihe namens “M 125 Sport 6- oder 7-Gang (1967)” vermerkt. Diese Sport-Baureihe wird in einem Artikel von Dr. Helmut Krackowizer, veröffentlicht im Motor-Resort der Oberösterreichischen Nachrichten am 17. Juni 1967, detaillierter beschrieben. Demnach war sie nicht nur dem Rennsport vorbehalten, sondern konnte wie die Standard-Baureihe käuflich erworben werden. Die Leistung des Motors wurde auf 14,5 PS angehoben. Außerdem besitzt die Sport-Baureihe einen auf der linken Seite hochgezogenen Auspuff, ein größeres Vorderrad mit 21-Zoll Felgendurchmesser, eine stärkere Cerani-Vorderradgabel, Geländereifen vorne und hinten, sowie einen hochgezogenen, breiteren Lenker. In der Erscheinung erinnert die Sport-Baureihe der M 125 stark an das Geländemodell MC 125. Durch Unterscheidungsmerkmale wie Tank, Ansaugkasten und Sitzbank, die bei der M 125 Sport von der Standard-Baureihe übernommen wurden, gelingt jedoch eine Abgrenzung zur MC 125.

## Weiterentwicklungen

### Puch MC 125 und Puch MC 175
Basierend auf Sommerauers Wettbewerbsmaschine aus dem Jahr 1966 baute Puch zwischen 1967 und 1969 eine Kleinserie, bestehend aus zwölf handgefertigten Wettbewerbsmaschinen für den Geländesport. Diese Wettbewerbsmaschinen kamen in zahlreichen internationalen Rennen erfolgreich zum Einsatz. So gewann beispielsweise der deutsche Rolf Witthoeft die Enduro-Europameisterschaften 1968 und 1969 in der 125-Kubikzentimeter-Klasse auf Exemplaren dieser Kleinserie. Nach geringfügigen Modifikationen ging das Wettbewerbsmodell unter der Typenbezeichnung MC 125 gemeinsam mit ihrem 175-Kubikzentimeter-großen Schwestermodell MC 175 im Jahr 1970 in Serienproduktion.
Um dem internationalen Trend der Fünfgang-Getriebe im Jahr 1970 zu folgen, bot Puch die Geländemodelle MC 125 und MC 175 wahlweise auch mit Fünfgang- oder Sechsgang-Getriebe an. Das Motorgehäuse der M 125 und der MC 125 sind einander sehr ähnlich. Der nächste logische Entwicklungsschritt wäre demnach gewesen, das Fünf- und Sechsgang-Getriebe der MC 125 auch in der M 125 zu verbauen. Zu diesem Schritt sollte es jedoch aufgrund der damals stark rückläufigen Absatzzahlen der M 125 niemals kommen.
Die Geländemodelle MC 125 und MC 175 wurden noch bis 1974 in ihrer ursprünglichen Form mit hauseigenem Puch-Motor weiter produziert. Aus Kostengründen entschied sich Puch ab dem Jahr 1975, zukünftig Drehschieber-gesteuerte Einzylinder-Zweitakt-Motoren des österreichischen Herstellers Rotax zu verbauen. Damit fand der traditionsreiche Motorrad-Motorenbau bei Puch ein jähes Ende.

### Puch M 50
Nach dem Verkaufsstart der M 125 verfolgte Puch das Konzept, ein 50-Kubikzentimeter-Moped zu bauen, das optisch einem Motorrad ähnelt und somit potentielle Käufer beider Fahrzeugklassen ansprechen soll. Als Basis dafür diente das Fahrgestell der M 125, das man nach geringen Modifikationen mit einem gebläsegekühlten, fußgeschalteten Viergang-Motor der Puch VZ 50 M versah. Der Verkaufsstart erfolgte im Jahr 1968 unter der Typenbezeichnung “M 50”. In den offiziellen Verkaufsprospekten erhielt das Modell den Beinamen “Sprinter”. Die M 50 wurde in unterschiedlichen Ausführungen von 1968 bis 1981 insgesamt 79.859 mal verkauft. Dies entspricht mehr als der siebenfachen Stückzahl des Ursprungs-Modells M 125.

### Motor Typ 262
Das Modell Puch 250 SGS galt als kommerziell erfolgreich. Im Zeitraum von 1953 bis 1970 wurden insgesamt 38.584 Stück verkauft. Es war Puchs letztes Motorrad-Modell, bei dem noch ein Doppelkolbenmotor verbaut wurde. Um in der 250-Kubikzentimeter-Klasse weiterhin konkurrenzfähig zu bleiben, versuchte Puch Mitte bis Ende der 1960er Jahre, die nunmehr veraltete Doppelkolben-Technologie gegen eine moderne Motoren-Technologie zu ersetzen. So experimentierte man in dieser Zeit einerseits an diversen Viertakt-Motoren, andererseits auch an dem Zweitakt-Parallel-Twin-Motor-Typ 262. Dieser bestand im Wesentlichen aus zwei parallelisierten Motoren der M 125, wobei die beiden leicht modifizierten M 125-Zylinder auf ein gemeinsames Motorgehäuse mit 5- oder 6-Gang-Getriebe aufgesetzt wurden. Prototypen dieses Motors wurden in Versuchsfahrzeugen verbaut und unter anderem vom Puch-Werksfahrer Alois Hofer beim Großen Preis von Österreich 1967 unter Rennbedingungen getestet. Hofer, eine der treibenden Kräfte in diesem Projekt, verunglückte jedoch im Folgejahr beim Gaisbergrennen 1968 tödlich. Das Hauptaugenmerk der Puch Sportgruppe fiel nun auf die Entwicklung der Geländemodelle MC 125 und MC 175, wodurch der Zweitakt-Parallel-Twin-Motor-Typ 262 nie in Serienproduktion ging.

## Technik
| Allgemeines | Allgemeines |
| --- | --- |
| Baujahre | 1966 bis 1971 |
| Absatzzahl | 10 769 Stück |
| Fahrzeug-Nummern-Bereich | 3.600.101 bis 3.699.999 |
| Motor | |
| Leistung | - 12 PS (ca. 8,9 kW) bei 7000/min (Standard-Baureihen) - 6,6 PS (ca. 4,9 kW) bei 7000/min (Baureihe für Norwegen und für die Österreichische Post) - 14,5 PS (ca. 10,7 kW) bei 7000/min (Sport-Baureihe aus 1967 mit hochgezogenem Auspuff) |
| Maximales Drehmoment | 12,26 Nm bei 6700/min |
| Motor-Typ | Luftgekühlter Einzylinder-Einkolben-Zweitaktmotor |
| Verdichtungsverhältnis | 11,5:1 |
| Schmiersystem | Gemischschmierung |
| Kühlung | Luftkühlung (durch Fahrtwind) |
| Zylinderbohrung | 55 mm |
| Kolbenhub | 52 mm |
| Hubraum | 123,5 cm³ |
| Spülverfahren | Umkehrspülung |
| Sonstige Motormerkmale | - Zylinder und Zylinderkopf aus Leichtmetall - hartverchromte Lauffläche - Antischwirrstege |
| Kraftstoffsystem | |
| Kraftstoffförderung | Fallbenzin |
| Kraftstofftankfüllmenge | - bis 1970: 9 l - ab 1970: 13 l |
| Mischungsverhältnis | 1:25 (Zweitaktöl : Benzin) |
| Vergaser | |
| Vergaserkonfiguration | Bis einschließlich der Fahrzeugnummer 3.606.042: - Saugkastenausführung A (Zwischenwand mit Öffnungen): Bing 2/26/61 (vormals Bing 2/26/59) Nadeldüsenvergaser (Standardbaureihen) - Hauptdüse: 115 - Leerlaufdüse: 30 - Nadelstellung: 2. Raste von oben - Nadeldüse: 1208 - Luftregulierschraube: 1,75 Umdrehungen offen - Saugkastenausführung B (Zwischenwand mit Öffnungen und Saugrohr): Bing 2/26/65 (vormals Bing 2/26/60) Nadeldüsenvergaser (Standardbaureihen) - Hauptdüse: 115 - Leerlaufdüse: 30 - Nadelstellung: 3. Raste von oben - Nadeldüse: 1208 - Luftregulierschraube: 1,75 Umdrehungen offen - Saugkasten-Ausführung C (geschlossene Zwischenwand): Bing 2/26/62 (vormals Bing 2/26/59) Nadeldüsenvergaser (Baureihen für England) - Hauptdüse: 115 - Leerlaufdüse: 30 - Nadelstellung: 2. Raste von oben - Nadeldüse: 1208 - Luftregulierschraube: 1,5 Umdrehungen offen - Bing 2/22/35 Nadeldüsenvergaser (Baureihe für Norwegen und für die Österreichische Post mit gedrosseltem 6,6 PS Motor) - Hauptdüse: 100 - Nadeldüse: 1308 - Leerlaufdüse: 30 - Luftregulierschraube: 1,5 Umdrehungen offen Ab der Fahrzeugnummer 3.606.043 (geänderter Zylinder und Kolben): - Saugkasten-Ausführung A (Zwischenwand mit Öffnungen): wie bei Fahrzeugnummern bis einschließlich 3.606.042 - Saugkasten-Ausführung B (Zwischenwand mit Öffnungen und Saugrohr): wie bei Fahrzeugnummern bis einschließlich 3.606.042 - Saugkasten-Ausführung C (geschlossene Zwischenwand): Bing 2/26/64 (vormals Bing 2/26/62) Nadeldüsenvergaser (Baureihen für England) - Hauptdüse: 120 - Leerlaufdüse: 30 - Nadelstellung: 3. Raste von oben - Nadeldüse: 1208 - Luftregulierschraube: 1,5 Umdrehungen offen Die Angaben erfolgen laut letztgültiger Kundendienstmitteilung Nr. 76 vom November 1968. |
| Abgasanlage und Geräuschemissionen | |
| Vorrichtung zur Dämpfung des Auspuffgeräusches                                                                                         | Expansionsschalldämpfer von Brevetti Interplan Silentium Turin |
| Stärkstes Betriebsgeräusch | 85 Phon |
| Fahrgeräusch | 85 dB(A) bei 3500/min |
| Standgeräusch | 97 dB(A) bei 3500/min |
| Elektrik und Armaturen | |
| Elektrische Anlage | 6V AC |
| Zündung | Magnetzündung |
| Unterbrecherhub | 0,4 bis 0,5 mm |
| Polschuhabriss | 22 bis 25 mm |
| Zündeinstellung | 2,7 mm ± 0,2 mm vor OT |
| Zündkerze | Bei Fahrzeugnummern kleiner gleich 3.608.112 und von 3.608.230 bis einschließlich 3.608.428: - Champion L/5 mit Kurzgewinde (Alternative: NGK B7HS) Bei Fahrzeugnummern ab 3.608.113 mit Ausnahme von 3.608.230 bis einschließlich 3.608.428: - Champion N3 mit Langgewinde (Alternative: NGK B8ES) |
| Elektrodenabstand Zündkerze | 0,4 bis 0,5mm |
| Lichtmaschine | Schwunglichtmagnetzünder Bosch 6V 35-9/18 W |
| Scheinwerfer | Lichtaustritt mit 130mm Durchmesser |
| Leuchten | - Scheinwerferleuchte mit Abblend- und Fernlicht: 6V, 35/35W, DIN 72601, Sockel: BA 20d - Stadtlichtleuchte: 6V, 4W, DIN 72601, Sockel: BA 9s - Rücklichtleuchte: 6V, 5W, DIN 72601, Sockel: BA 15s - Bremslichtleuchte: 6V, 18W, DIN 72601, Sockel: S8,5 |
| Getriebe | |
| Kraftübertragung primär | Zahnräder schrägverzahnt |
| Primär-Übersetzung | 78:31; i = 2,516 |
| Kupplung | In-Öl-laufende, auf der Kurbelwelle sitzende Mehrscheibenkupplung mit fünf Kupplungsscheiben |
| Schaltgetriebe | Klauen-Wechselgetriebe mit einem Zahnradpaar pro Gang |
| Anzahl an Gängen | 4 |
| Gang-Übersetzungen | - 1. Gang: 39:12; i = 3,25 - 2. Gang: 30:16; i = 1,875 - 3. Gang: 25:20; i = 1,25 - 4. Gang: 23:23; i = 1,00 |
| Schaltung | Fußschaltung (N → 1 durch runterdrücken, 1→2, 2→3 und 3→4 durch raufdrücken) |
| Getriebegehäuse Ölfüllmenge | 600 ml |
| Kraftübertragung sekundär | Getriebe-Kettenrad über Kette zu Zahnkranz |
| Kette | - 1 × 1/2" x 1/4" × 8,51mm 114 Rollen (Standard-Baureihen) - 1 × 1/2" x 1/4" × 8,51mm 118 Rollen (Baureihe für Norwegen und für die Österreichische Post) - 1 × 1/2" x 1/4" × 8,51mm 112 Rollen (Baureihe für Schweiz) Diese Kette entspricht dem Typ 423 und besitzt im Vergleich zum Typ 420 einen Rollendurchmesser von 8,51mm anstatt 7,75 mm. |
| Getriebe-Kettenrad (Ritzel) | - 14 Zähne (Standard-Baureihen) - 13 Zähne (Baureihe für Norwegen und für die Österreichische Post) |
| Zahnkranz | - 42 Zähne (Standard-Baureihen) - 52 Zähne (Baureihe für Norwegen und für die Österreichische Post) - 40 (Baureihe für Schweiz) |
| Sekundär-Übersetzung | 42:14; i = 3,00 (Standard-Baureihen) |
| Gesamtübersetzung (= Primär-Übersetzung × Gang-Übersetzung × Sekundär-Übersetzung)                                                     | Bei Standard-Baureihen: - 1. Gang: i = 24,5 - 2. Gang: i = 14,2 - 3. Gang: i = 9,4 - 4. Gang: i = 7,55 |
| Räder und Bereifung | |
| Räder | 17" Drahtspeichenräder mit verchromter Tiefbettfelge und Leichtmetall-Vollnaben-Bremse |
| Reifendimension vorne/hinten | 2,50-17 / 3,0-17 |
| Minimaler Traglastindex vorne/hinten (basierend auf maximaler vorderer Achslast von 100 kg und maximaler hinterer Achslast von 175 kg) | 28 (100 kg) / 47 (175 kg) |
| Minimaler Geschwindigkeitsindex (basierend auf Höchstgeschwindigkeit von 110 km/h)                                                     | K (110 km/h) |
| Reifenluftdruck vorne und hinten | 2,7 Bar (1 Person) / 3,5 Bar (2 Personen) |
| Bremsen | |
| Bremsanlage vorne und hinten | Innenbackenbremse in Leichtmetall-Vollnabe |
| Bremstrommeldurchmesser | 160 mm |
| Belagbreite | 35 mm |
| Fahrgestell, Maße und Gewichte | |
| Radstand | 1 250 mm |
| Bodenfreiheit | 155 mm |
| Rahmenausführung | Rohrrahmen |
| Radaufhängung vorne/hinten | Telegabel/Schwingarm |
| Federung vorne/hinten | hydraulisch gedämpfte Telegabel mit 110 mm Federweg/hydraulisch gedämpfte Telefederbeine mit 95 mm Federweg |
| Lenkwinkel | 63° |
| Telegabel Ölfüllmenge | 135 ml |
| Federbein Ölfüllmenge | 55 ml |
| Maße | 1 890 × 690 × 1 000 mm (Länge × Breite × Höhe) |
| Sitzhöhe | 790 mm |
| Sitzplätze | - Zweisitzig (Standard-Baureihen) - Einsitzig (Baureihe für die Österreichische Post) |
| Leergewicht (betriebsbereit) | 96 kg |
| Zulässiges Gesamtgewicht | 260 kg |
| Ausstattung | |
| Geschwindigkeitsmesser | Einbautacho bis 140 km/h |
| Warnvorrichtungen | Wechselstromhupe und Lichthupe |
| Sonstiges | Werkzeugsatz und Luftpumpe |
| Leistung und Verbrauch | |
| Leistungsgewicht | 8 kg/PS |
| Höchstgeschwindigkeit | 110 km/h |
| Steigfähigkeit | 62% (1 Person) / 40% (2 Personen) |
| Verbrauch | 3,5 l/100 km |

## Farbkombinationen
Das Design der Puch M 125 war deutlich an vergleichbare japanische Modelle aus dieser Zeit angelehnt. Das machte sich vor allem durch den filigranen Rohrrahmen und die kantige Linienführung an Tank, Luftfilterkasten und Sitzbank bemerkbar.
Die folgende Auflistung enthält die gängigsten Farbkombinationen, in denen die Puch M 125 ausgeliefert wurde. Da lackierte Teile gemäß Ersatzteilekatalog in verschiedenen Farben bestellt werden konnten, kann nicht ausgeschlossen werden, dass noch weitere Farbkombinationen ausgeliefert wurden.

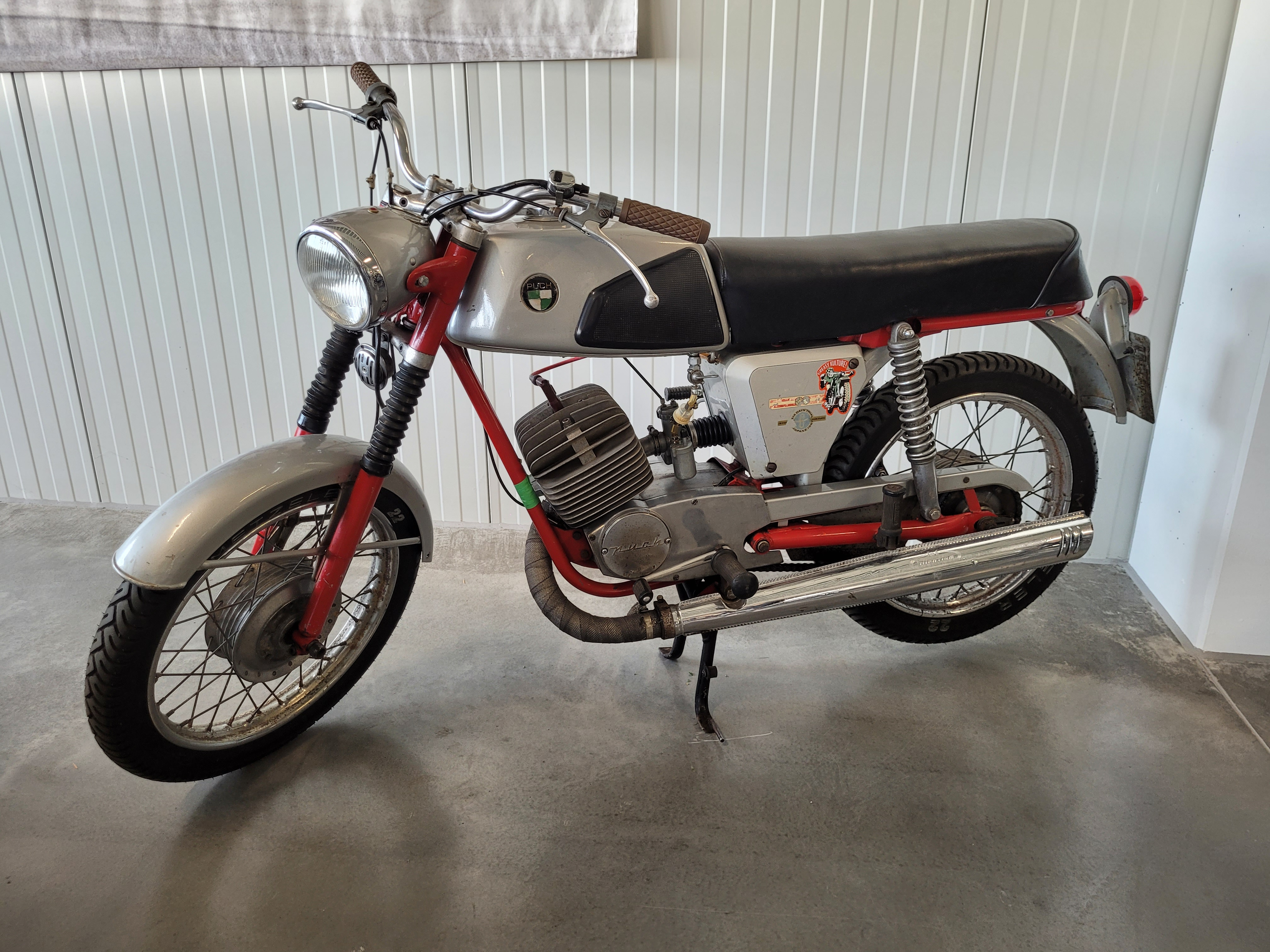
Puch M 125 vor Facelift, ausgestellt im RBO - Ing. Stöckl GmbH Museum in Stetten, Österreich

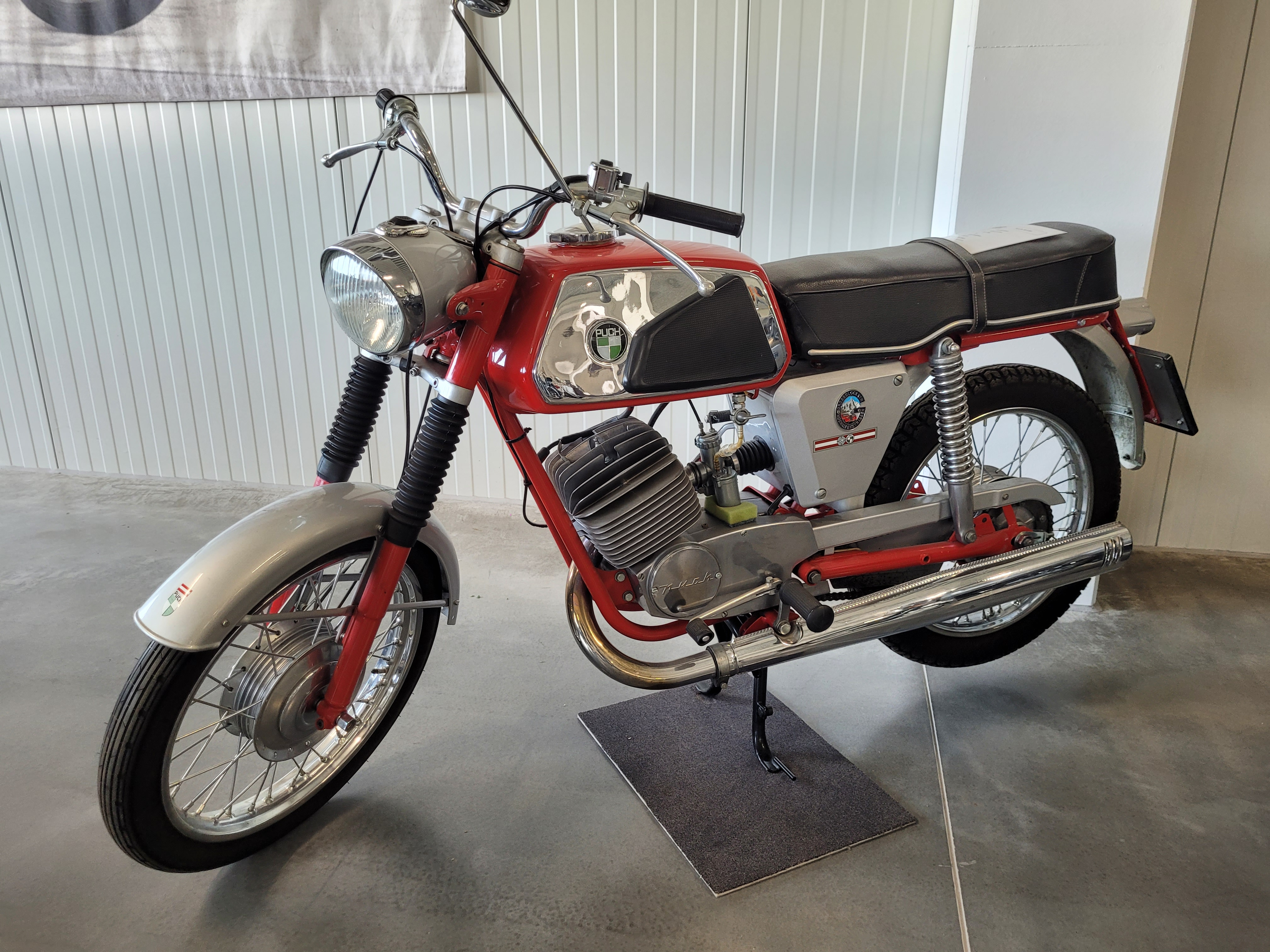
Puch M 125 nach Facelift mit mohnrotem Rahmen, ausgestellt im RBO - Ing. Stöckl GmbH Museum in Stetten, Österreich

| Farbkombination                   | vor Facelift       | nach Facelift mit mohnrotem Rahmen | nach Facelift mit mattschwarzem Rahmen | Österreichische Post | Behörden           |
| --------------------------------- | ------------------ | ---------------------------------- | -------------------------------------- | -------------------- | ------------------ |
| Rohrrahmen                        | mohnrot (RAL 3002) | mohnrot (RAL 3002)                 | mattschwarz                            | schwarz              | mohnrot (RAL 3002) |
| Schwinggabel                      | mohnrot (RAL 3002) | mohnrot (RAL 3002)                 | mattschwarz                            | schwarz              | mohnrot (RAL 3002) |
| Hauptständer                      | mattschwarz        | mattschwarz                        | mattschwarz                            | schwarz              | mohnrot (RAL 3002) |
| Scheinwerferträger                | mohnrot (RAL 3002) | mohnrot (RAL 3002)                 | mattschwarz                            | schwarz              | mohnrot (RAL 3002) |
| Scheinwerfergehäuse               | silber (RAL 9006)  | silber (RAL 9006)                  | transparent-rot (RAL 3052T)            | schwarz              | silber (RAL 9006)  |
| Tank                              | silber (RAL 9006)  | mohnrot (RAL 3002)                 | transparent-rot (RAL 3052T)            | Post-gelb            | silber (RAL 9006)  |
| Luftfilterkasten inklusive Deckel | silber (RAL 9006)  | silber (RAL 9006)                  | transparent-rot (RAL 3052T)            | schwarz              | silber (RAL 9006)  |
| Kettenschutzblech                 | silber (RAL 9006)  | silber (RAL 9006)                  | transparent-rot (RAL 3052T)            | schwarz              | silber (RAL 9006)  |
| Kotbleche                         | silber (RAL 9006)  | silber (RAL 9006)                  | verchromt                              | schwarz              | silber (RAL 9006)  |
| Gleitrohre der Teleskopgabel      | mohnrot (RAL 3002) | mohnrot (RAL 3002)                 | verchromt                              | schwarz              | mohnrot (RAL 3002) |
| Gabelbrücken                      | silber (RAL 9006)  | silber (RAL 9006)                  | unlackiert                             | unlackiert           | mohnrot (RAL 3002) |
| Rückleuchtenträger                | mohnrot (RAL 3002) | mohnrot (RAL 3002)                 | mattschwarz                            | schwarz              | silber (RAL 9006)  |
| Rückleuchtengehäuse               | silber (RAL 9006)  | silber (RAL 9006)                  | silber (RAL 9006)                      | schwarz              | silber (RAL 9006)  |